# Wiesenburg/Mark
Wiesenburg/Mark – gmina w Niemczech w kraju związkowym Brandenburgia, w powiecie Potsdam-Mittelmark.

## Nazwa
Urzędowa forma nazwy jest dwuczłonowa, przy czym drugi wyraz zapisywany jest po ukośniku; potocznie nazwę miasta skraca się do samego Wiesenburg.

## Dzielnice
W skład gminy wchodzi 14 dzielnic: Benken, Grubo, Jeserig, Jeserigerhütten, Klepzig, Lehnsdorf, Medewitz, Mützdorf, Neuehütten,  Reetz, Reetzerhütten, Reppinichen, Schlamau, Wiesenburg.

## Historia
W latach 1443–1592 ówczesny Wiesenburg był miastem.

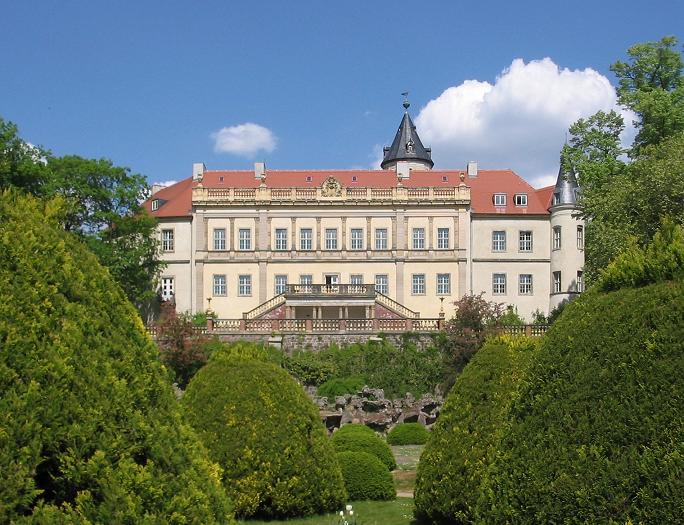
Zamek w Wiesenburg